# Всемирная выставка (1985)

Логотип Всемирной выставки (1985)

Экспо-85 (яп. 国際科学技術博覧会, англ. The International Exposition, Tsukuba, Japan, 1985) — всемирная выставка, которая проводилась в городе Цукуба, Ибараки, Япония, с 17 марта по 16 сентября 1985 года.

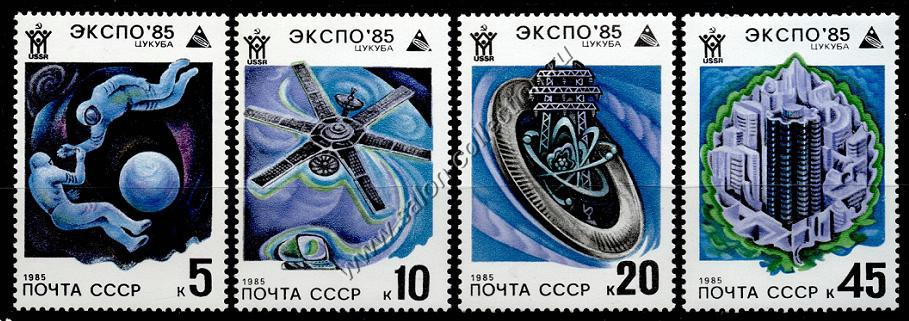
Серия марок СССР, посвященная всемирной выставке Экспо 85

Тема выставки — «Развитие науки и технологий для улучшения быта человека» (англ. «The International Science Technology Exposition»).
В проведении Экспо-85 приняло участие 111 стран, а также ряд международных организаций (ООН, Европейское экономическое сообщество, Организация экономического сотрудничества и развития) и компаний (Hitachi , Mitsubishi , Panasonic Corporation).
Площадь выставочных экспозиций составила свыше 3500 м².
Выставку посетило 20 334 727 человек.
Основные разделы посвящались изучению космоса, новейшим достижениям в медицине, охране природы, системам спасения в воздухе и на море.
Учитывая специфику Японии, демонстрировался макет по предупреждению цунами. Экспозиция была оснащена значительным количеством технических средств показа (теле- и слайдо- стенки, кинозалом, где демонстрировались специально созданные фильмы).

## Интересные экспозиции Экспо-85
- Талисманом выставки стал маленький инопланетянин по имени «Cosmo Hoshimaru» .
- 270-метровый «Тоннель чудес» перемещал посетителей по комнатам молчания и эха, ветра и грома, тумана и мороза.
- Повсюду на выставке были роботы. Робот, играющий на гитаре по нотам. Робот, рисующий тушью портрет любого посетителя.
- По деревьям в механическом парке лазили механические звери.

## Галерея

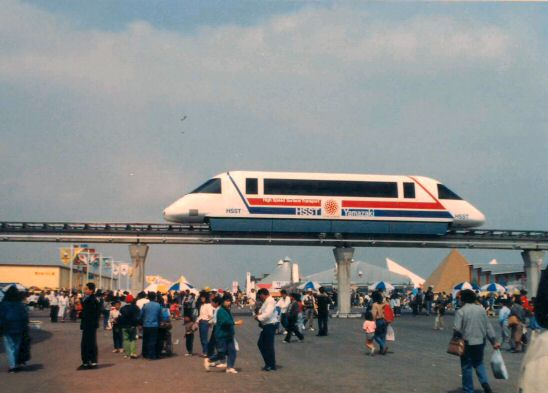
HSST поезд на магнитной подушке
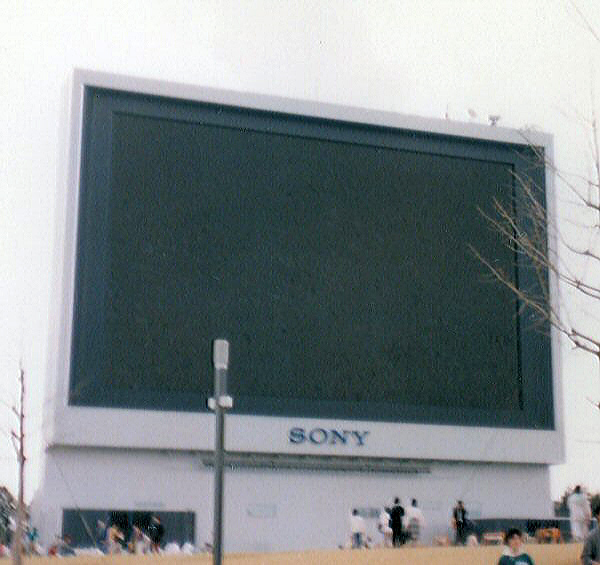
Jumbotron — большой телевизионный экран фирмы Sony
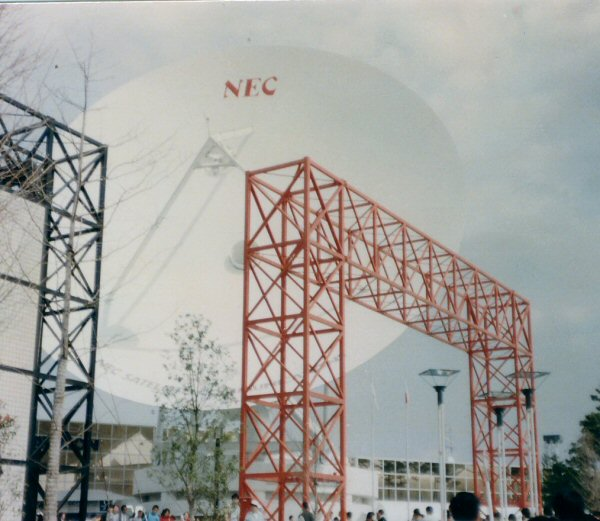
Павильон компании NEC (Япония)
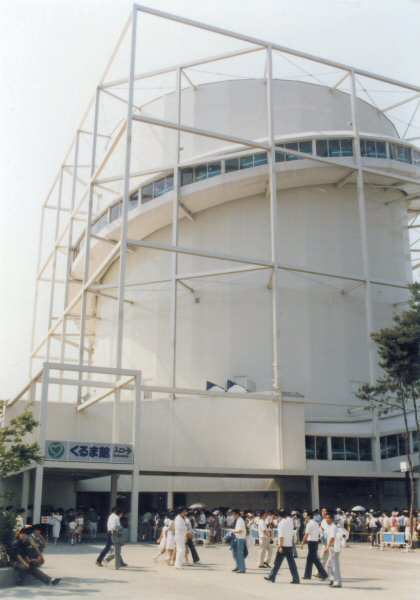
Павильон автомобильной компании JAMA (Япония)
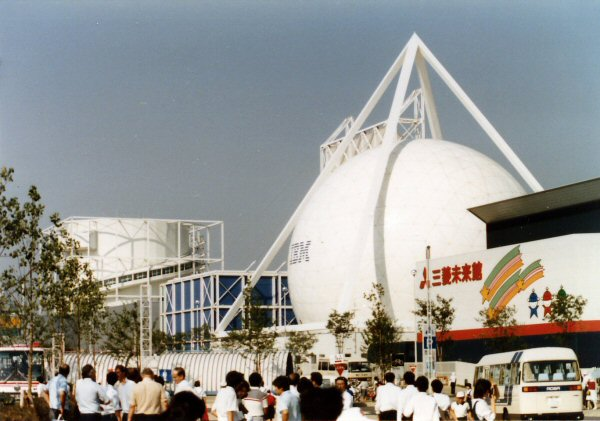
Павильон IBM (Япония)
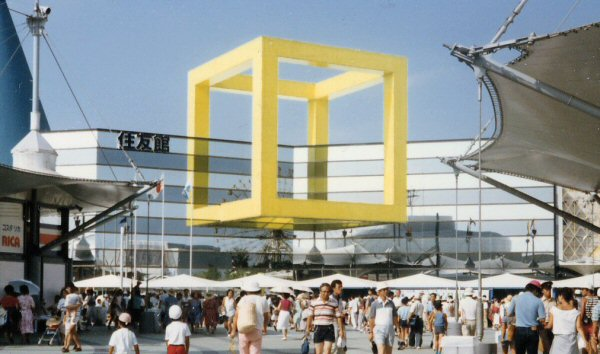
Павильон компании Sumitomo Group (Япония)
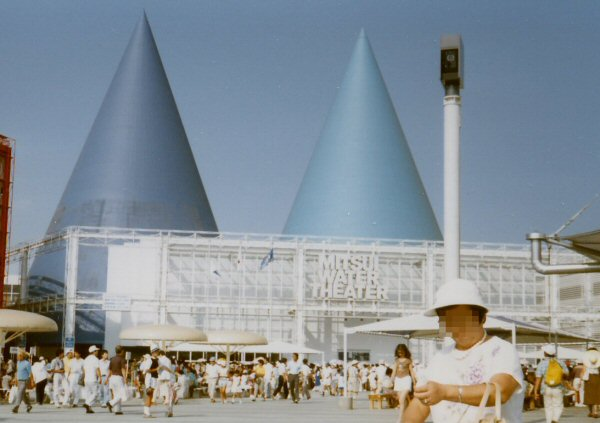
Павильон компании Mitsui (Япония)
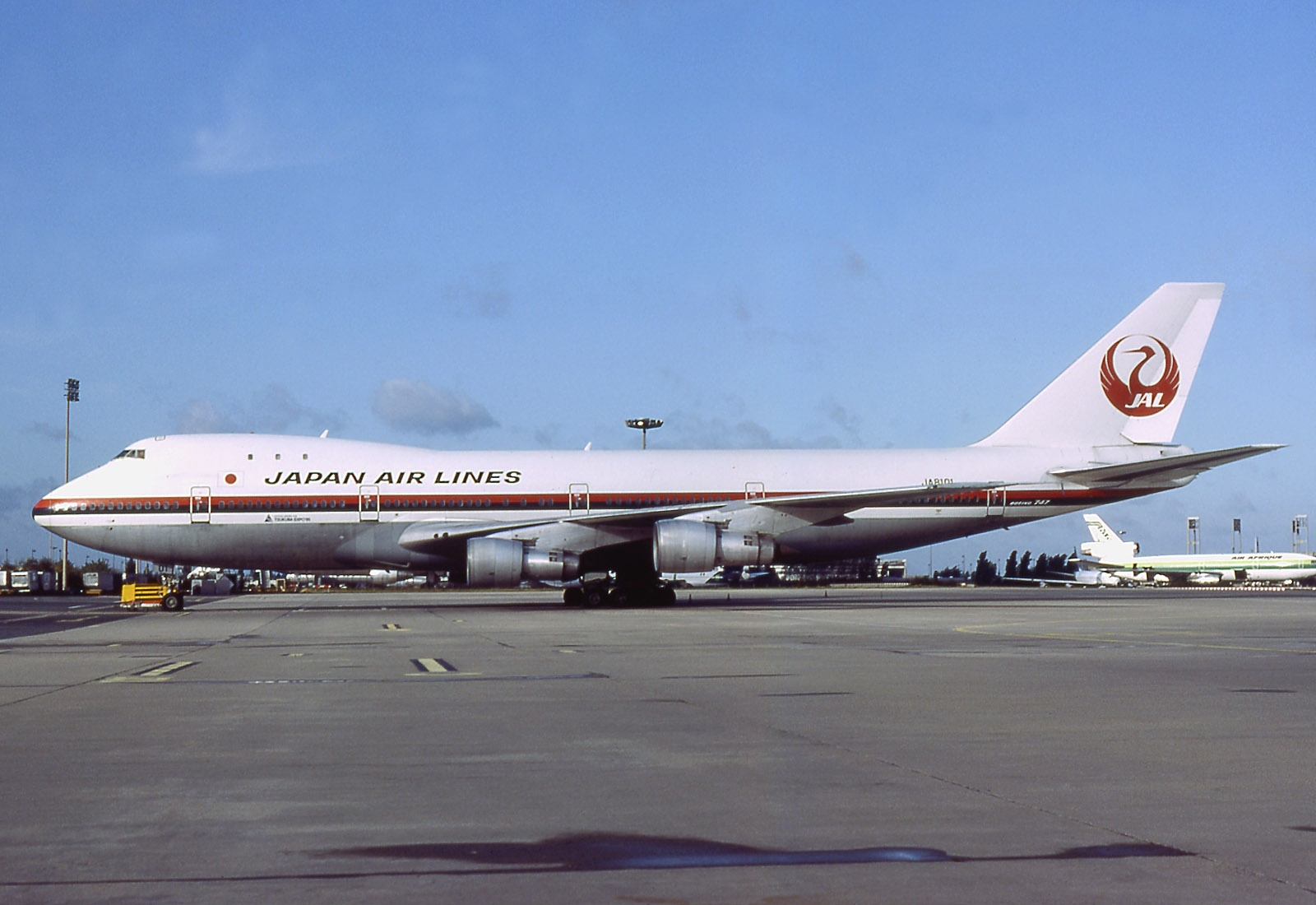
Boeing 747 Japan Airlines на Expo 1985